# Dansende faun

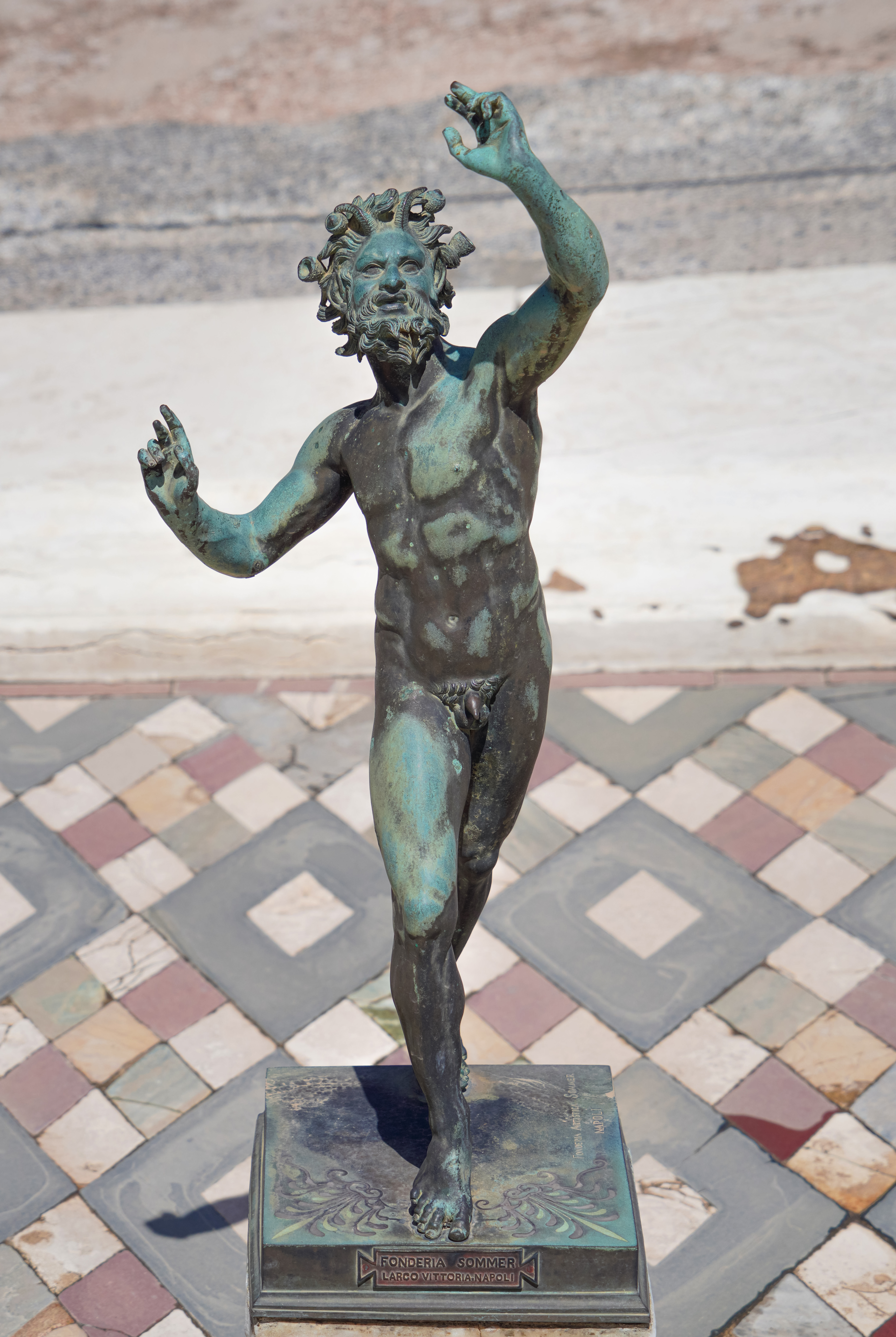
Kopie van het beeld, in Pompeï

Het in Pompeï gevonden beeld van een Dansende faun heeft de naam gegeven aan een opgegraven huis, het voorname en uitgestrekte Huis van de Faun.
Het bronzen beeld van een dronken dansende faun stond op de rand van de impluvium, een bassin voor het opvangen van regenwater, een kopie van het beeld is tegenwoordig verplaatst naar het midden van het bassin. Fauns zijn geesten van ongetemde bossen, die door geletterd en gehelleniseerde Romeinen vaak werden geassocieerd met Pan en Griekse saters, de wilde volgelingen van Dionysos, de Griekse god van de wijn en de landbouw. De decoratieve sculptuur is verfijnd gemodelleerd en afgewerkt.
De Britse kunstkenner Kenneth Clark schreef over het beeld: "De pose is licht en sierlijk, de anatomie is correct, het algemene gevoel van beweging bewonderenswaardig volgehouden". Sir Kenneth miste in het verfijnde beeld desondanks de stimulans van scherpere contrasten zoals we die te vinden in de naakten uit de renaissance.
Tegenwoordig staat het goedbewaarde origineel in het Nationaal Archeologisch Museum van Napels.